# Subiaco (Arkansas)
Pour les articles homonymes, voir Subiaco.
Subiaco est une ville du comté de Logan. Sa population s’élevait à 572 habitants lors du recensement de 2010, estimée à 558 habitants en 2017.
Le village est connu par son abbaye bénédictine qui dirige un établissement secondaire réputé la Subiaco Academy et un vaste domaine agricole.

## Démographie
| Groupe          | Subiaco | Arkansas | États-Unis |
| --------------- | ------- | -------- | ---------- |
| Blancs          | 86,7    | 77,0     | 72,4       |
| Asiatiques      | 7,9     | 1,2      | 4,8        |
| Afro-Américains | 3,5     | 15,4     | 12,6       |
| Métis           | 1,1     | 2,0      | 2,9        |
| Autres          | 0       | 3,6      | 6,4        |
| Amérindiens     | 0,9     | 0,8      | 0,9        |
| Total           | 100,0   | 100,0    | 100,0      |
| Hispaniques     | 0,9     | 6,4      | 16,7       |

Selon l'American Community Survey, pour la période 2011-2015, 94,27 % de la population âgée de plus de 5 ans déclare parler l'anglais à la maison, 1,91 % une langue africaine, 1,72 % le persan, 1,53 % le russe et 0,57 % une autre langue.
| 1920 | 1930 | 1940 | 1950 | 1960 | 1970 |
| ---- | ---- | ---- | ---- | ---- | ---- |
| 181  | 195  | 202  | 191  | 290  | 375  |

| 1980 | 1990 | 2000 | 2010 | - | - |
| ---- | ---- | ---- | ---- | - | - |
| 744  | 538  | 439  | 572  | - | - |